# Kiderańce
Kiderańce (lit. Kidarai) − wieś na Litwie, zamieszkana przez 42 ludzi, w gminie rejonowej Soleczniki, 2,5 km na południowy zachód od Dajnowa Jaszuńskiego.
W pobliżu wsi znajduje się przystanek kolejowy Kiderańce, położony na linii Wilno - Lida.